# Demòcrates Cristians (Dinamarca)
Els Democristians (en danès: Kristendemokraterne) és un partit polític de Dinamarca. El partit va ser fundat en 1970 per a oposar-se a la liberalització de les restriccions a la pornografia i la legalització de l'avortament amb el nom de Kristeligt Folkeparti (Partit Popular Cristià).
Des de la seva creació, el partit ha tingut una presència intermitent al Folketing, poques vegades ha tret més del 2% mínim per a obtenir escons en virtut del sistema de representació proporcional, i amb freqüència se situen per sota del llindar, com a les eleccions legislatives daneses de 2007.
Tot i ser un partit minoritari, ha participat en diversos governs de coalició. De 1982 a 1988 formà part de la coalició amb els Venstre i Partit Popular Conservador, de 1993 a 1994, amb els Socialdemòcrates i el Partit Socioliberal Danés, però va ser rebatejat en 2003.
El partit és membre del Partit Popular Europeu (PPE) i de la Internacional Demòcrata Cristiana.

## Resultats electorals

### Eleccions legislatives
| Any  | Vots    | Vots | Vots | Escons  | Escons |
| Any  | #       | %    | ± pp | #       | ±      |
| ---- | ------- | ---- | ---- | ------- | ------ |
| 1971 | 57,072  | 1.9% | +1.9 | 0 / 179 | Nou    |
| 1973 | 123,573 | 4.0% | +2.1 | 7 / 179 | 7      |
| 1975 | 162,734 | 5.3% | +1.3 | 9 / 179 | 2      |
| 1977 | 106,082 | 3.4% | −1.9 | 6 / 179 | 3      |
| 1979 | 82,133  | 2.6% | −0.8 | 5 / 179 | 1      |
| 1981 | 72,174  | 2.3% | −0.3 | 4 / 179 | 1      |
| 1984 | 91,623  | 2.7% | +0.4 | 5 / 179 | 1      |
| 1987 | 79,664  | 2.4% | −0.3 | 4 / 179 | 1      |
| 1988 | 68,047  | 2.0% | −0.4 | 4 / 179 | =      |
| 1990 | 74,174  | 2.3% | +0.3 | 4 / 179 | =      |
| 1994 | 61,507  | 1.9% | −0.4 | 0 / 179 | 4      |
| 1998 | 85,656  | 2.5% | +0.6 | 4 / 179 | 4      |
| 2001 | 78,793  | 2.3% | −0.2 | 4 / 179 | =      |
| 2005 | 58,071  | 1.7% | −0.6 | 0 / 179 | 4      |
| 2007 | 30,013  | 0.9% | −0.8 | 0 / 179 | =      |
| 2011 | 28,070  | 0.8% | −0.1 | 0 / 179 | =      |
| 2015 | 29,077  | 0.8% | 0.0  | 0 / 179 | =      |
| 2019 | 61,215  | 1.7% | +0.9 | 0 / 179 | =      |
| 2022 | 18,276  | 0.5% | −1.2 | 0 / 179 | =      |

### Eleccions locals
| Any  | Escons     | Escons |
| Any  | #          | ±      |
| ---- | ---------- | ------ |
| 1974 | 37 / 4.735 | Nou    |
| 1978 | 28 / 4.759 | 9      |
| 1981 | 27 / 4.769 | 1      |
| 1985 | 33 / 4.773 | 6      |
| 1989 | 45 / 4.737 | 12     |
| 1993 | 32 / 4.703 | 13     |
| 1997 | 30 / 4.685 | 2      |
| 2001 | 31 / 4.647 | 1      |
| 2005 | 15 / 2.522 | 16     |
| 2009 | 6 / 2.468  | 9      |
| 2013 | 6 / 2.444  | =      |
| 2017 | 9 / 2.432  | 3      |
| 2021 | 12 / 2.436 | 3      |

| Any  | Vots   | Escons  | Escons |
| Any  | Vots   | #       | ±      |
| ---- | ------ | ------- | ------ |
| 1974 | 71.787 | 9 / 370 | Nou    |
| 1978 | 52.201 | 5 / 370 | 4      |
| 1981 | 46.425 | 6 / 370 | 1      |
| 1985 | 47.847 | 6 / 374 | =      |
| 1989 | 49,084 | 7 / 374 | 1      |
| 1993 | 44,938 | 5 / 374 | 2      |
| 1997 | 44,154 | 2 / 374 | 3      |
| 2001 | 55,683 | 4 / 374 | 2      |
| 2005 | 47,862 | 2 / 205 | 2      |
| 2009 | 23,170 | 0 / 205 | 2      |
| 2013 | 25,281 | 0 / 205 | =      |
| 2017 | 26,082 | 1 / 205 | 1      |
| 2021 | 35,168 | 1 / 205 | =      |

### Parlament Europeu
| Any          | Vots                 | Vots                 | Vots                 | Escons               | Escons               |
| Any          | #                    | %                    | ± pp                 | #                    | ±                    |
| ------------ | -------------------- | -------------------- | -------------------- | -------------------- | -------------------- |
| 1979         | 30,985               | 1.8%                 | +1.8                 | 0 / 15               | Nou                  |
| 1984         | 54,624               | 2.7%                 | +2.7                 | 0 / 15               | =                    |
| 1989         | 47,768               | 2.7%                 | 0.0                  | 0 / 16               | =                    |
| 1994         | 22,986               | 1.1%                 | −1.6                 | 0 / 16               | =                    |
| 1999         | 39,128               | 2.0%                 | +0.9                 | 0 / 16               | =                    |
| 2004         | 24,286               | 1.3%                 | −0.7                 | 0 / 14               | =                    |
| 2009–present | No hi van participar | No hi van participar | No hi van participar | No hi van participar | No hi van participar |

## Presidents
- Jacob Christensen: 1970 - 1973
- Jens Møller: 1973 - 1979
- Flemming Kofod-Svendsen: 1979 - 1990
- Jann Sjursen: 1990 - 2002
- Marianne Karlsmose: 2002-2005
- Bodil Kornbek: 2005-2008
- Bjarne Hartung Kirkegaard: 2008–2011
- Per Ørum Jørgensen: 2011–2012
- Egon Jakobsen: 2012 (a.i.)
- Stig Grenov: 2012–2019
- Isabella Arendt: 2019–2022
- Marianne Karlsmose: 2022
- Henrik Hjortshøj & Jesper Housgaard: 2022–2023 (a.i.)
- Jeppe Hedaa: 2023–present